# Allouis
Allouis är en kommun i departementet Cher i regionen Centre-Val de Loire i de centrala delarna av Frankrike. Kommunen ligger  i kantonen Mehun-sur-Yèvre som tillhör arrondissementet Vierzon. År 2022 hade Allouis 1 052 invånare.

## Befolkningsutveckling
Antalet invånare i kommunen Allouis
Referens:INSEE

## Sevärdheter
- Église Saint-Germain-d'Auxerre
- Chapelle Saint-Jean
- Château des fontaines
- Émetteur d'Allouis